# Plinia edulis

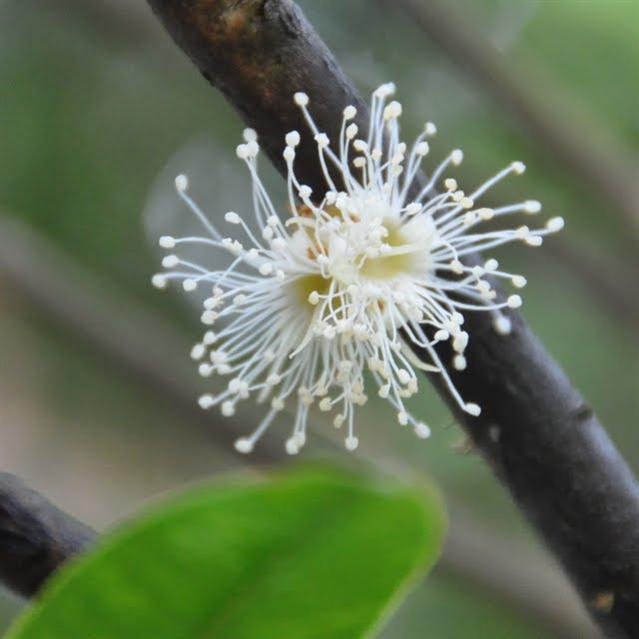
Blüten

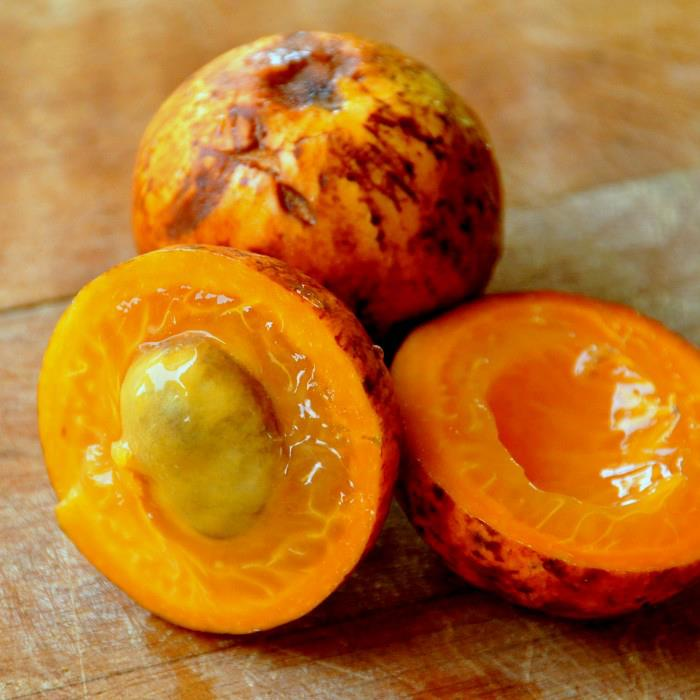
Frucht

Plinia edulis oder Cambucá ist ein Baum in der Familie der Myrtengewächse aus dem südöstlichen Brasilien bis nach Argentinien. Der Gattungsname ehrt Plinius den Älteren (ca. 23–79).

## Beschreibung
Plinia edulis wächst als immergrüner, langsamwüchsiger Baum etwa 5 bis über 10 Meter hoch. Die bräunliche, relativ glatte Borke ist in Flicken abblätternd.
Die einfachen, gegenständigen, papierigen Laubblätter sind kurz gestielt, eiförmig, -lanzettlich bis verkehrt-eiförmig, -eilanzettlich, ganzrandig und bespitzt bis zugespitzt. Die Blätter sind bis etwa 12 Zentimeter lang und der kurze, feste Blattstiel ist samtig behaart.
Die weißen und stamm- oder astblütigen, fast sitzenden Blüten erscheinen in kleinen Büscheln mit kleinen Trag- und Vorblättern. Die kleinen, zwittrigen Blüten sind vierzählig mit doppelter Blütenhülle. Der verwachsene Kelch reißt unregelmäßig auf. Die Petalen sind sehr früh abfallend. Es sind viele lange Staubblätter vorhanden die an einem becherförmigen Blütenboden sitzen. Der zweikammerige Fruchtknoten ist unterständig.
Es werden gelbe, glatte und rundliche, ledrige, bis etwa 3–6 Zentimeter große, ein-, zweisamige, schwach bis leicht rippige Beeren (Scheinfrucht) mit Kelchresten an der Spitze gebildet.

## Verwendung
Die süß-sauren Früchte sind essbar.